# Beniamin (Smirnow)
Beniamin, imię świeckie Wasilij Michajłowicz Smirnow (ur. 1829 w guberni kałuskiej, zm. 25 kwietnia?/7 maja 1890 w Woroneżu) – rosyjski biskup prawosławny.

## Życiorys
Był synem wiejskiego kapłana prawosławnego. Ukończył seminarium duchowne w Kałudze (1851), a następnie Kijowską Akademię Duchowną, gdzie w 1855 uzyskał stopień kandydata nauk teologicznych. W roku następnym został zatrudniony w szkole duchownej w Woroneżu jako jej inspektor. 31 marca 1862 w monasterze Zwiastowania w Woroneżu złożył wieczyste śluby mnisze przed arcybiskupem Józefem (Bogosłowskim). 5 kwietnia tego samego roku został wyświęcony na hieromnicha.
Jeszcze w 1862 został przeniesiony na stanowisko inspektora seminarium duchownego w Czernihowie, które pełnił przez cztery lata. Następnie od 1866 do 1868 był inspektorem seminarium duchownego w Pskowie, po czym został pierwszym rektorem nowo utworzonego Dońskiego Seminarium Duchownego w Nowoczerkassku.
4 marca 1879 został wyświęcony na biskupa jekaterynburskiego, wikariusza eparchii permskiej. Trzy lata później objął katedrę orenburską. Otworzył w Orenburgu seminarium duchowne, wyświęcił cerkiew szkolną przy niższej szkole duchownej i zainicjował spotkania z parafianami poza nabożeństwami, w czasie których poruszane były różne tematy teologiczne. Rozpoczął również organizację otwartych dyskusji ze staroobrzędowcami i otworzył w Orenburgu cerkiew jednowierczą. W 1886 brał aktywny udział w zjeździe biskupów w Kazaniu poświęconym sprawom organizacji misji.
W tym samym roku został przeniesiony na katedrę woroneską. W 1888 otworzył w tejże eparchii monaster Przemienienia Pańskiego Tichona Zadońskiego. Współorganizował uroczystości 900. rocznicy chrztu Rusi w Woroneżu. Interesował się również cerkiewną oświatą i angażował się w dzieła dobroczynne. Na rozwijanie szerokiej działalności publicznej nie pozwalało mu słabe zdrowie.
Zmarł w Woroneżu i został pochowany w głównym soborze monasteru Zwiastowania. Po jego zniszczeniu w 1956 szczątki biskupa przeniesiono na miejski cmentarz Kominternowski, a w 1993 na cmentarz Akatowskiego Monasteru św. Aleksego.
Odznaczony orderem św. Anny I stopnia (1885) oraz św. Włodzimierza II stopnia (1890).